# Посвіт

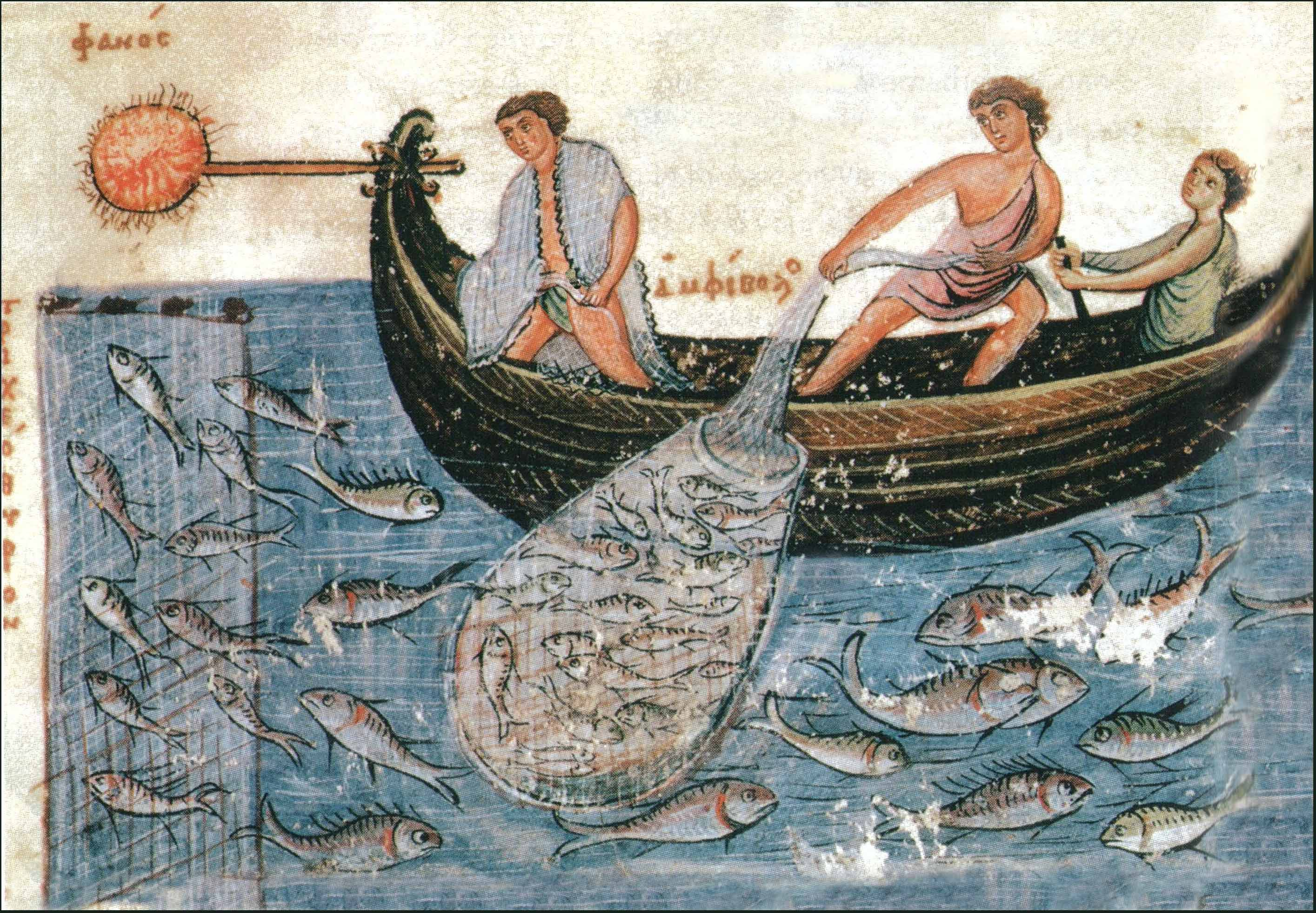
Рибальство з посвітом у Візантії. Мініатюра мадридського списку «Хроніки» Іоанна Скилиці

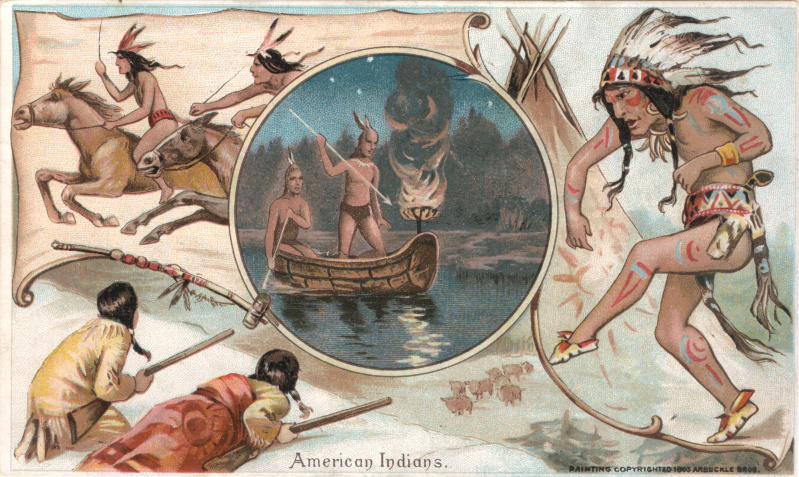
Рибальство з посвітом (у центрі) в індіанців Північної Америки

Посві́т або присві́т (поліськ. діал. посвєт, грец. φανοσ, італ. lampara) — спосіб ловлення риби вночі на світло.

## Рибальство на ості з посвітом
Рибальство-полювання на о́сті з по́світом відомо з давніх часів. Цим способом промишляли і запорожці. Ості або сандо́ли — знаряддя довжиною близько двох метрів із загостреними кінцями на три або чотири зазубні. Під час ловлі до чердака (носа) каюка (човна) на довгому держаку прикріплювали каганець. Це — залізна сітка у формі казана, на якій розпалювали на Дніпрі соснові дрова, на річках Полісся — смолисту скіпку. На посвіт годились невеликі дрова або смолівки (тріски, скіпки), наколоті із смолистих соснових пеньків, які дають найяскравіше полум'я. Скіпки заготовляли заздалегідь і висушували якнайкраще, щоб вони горіли яскравіше і без потріскування.
У темну ніч смолівки просвічують на мілководді дно і сонну рибу. Рибалили, як правило, два рибалки. Один на кормі тихо правив веслом, а іншій ловив біля каганця рибу. Вистеживши, рибалка притискував її остями до дна, а потім витягав.

## Посвіт на Чорному морі
На Чорному морі ставриду ловили «на факел». Смолоскип робився з держака, до якого кріпився сталевий штир зі старою сіттю або ганчір'ям. Цим краєм умочували в гас або солярку і підпалювали. Смолоскип променів червоним полум'ям, на яке підпливала косяками ставрида. Її ловили поплавцевими вудками та іншими снастями.

## Сучасність
Посвіт в Україні проіснував до 1930-х років. Згодом став розцінюватись як браконьєрство. Сучасні рибалки замість смолівки застосовують електричні ліхтарики. Цей засіб годиться тільки, щоб ловити велику рибу.